# كلية الملك خالد العسكرية
كلية الملك خالد العسكرية، هي كلية عسكرية سعودية افتتحها الملك عبد الله بن عبد العزيز في تاريخ 3 ربيع الأول، 1403هـ الموافق 18 ديسمبر، 1982 بهدف تخريج ضباط يعملون في قوات الحرس الوطني السعودي.

## مهمة الكلية
كلية الملك خالد العسكرية مؤسسةُ تعليمية عسكرية أنشأت لتقديم العلوم العسكرية والأكاديمية للطلبة الملتحقين بها اللائقين للخدمة العسكرية من حملة الشهادة الثانوية كي يتم اعدادهم وتدريبهم وصقلهم بكل المعارف والمهارات العسكرية والأكاديمية اللازمة ليصبحوا ضباطا في وحدات الحرس الوطني، كما أنيط بالكلية عقد دورات تأهيليه لحملة الشهادات الجامعية حسب التخصصات العلمية والإنسانية التي تحتاجها قطاعات الحرس الوطني.

## أهداف الكلية
تسعى الكلية من خلال إمكاناتها البشرية والمادية إلى تحقيق الأهداف التالية:
1. تخريج الضباط المؤهلين تأهيلاً عسكرياً وأكاديمياً لينضموا إلى قوات الحرس الوطني.
2. عقد دورات لتأهيل الضباط الجامعيين.
3. إعداد الضباط إعدادً علمياً و ثقافياً يتناسب مع إعدادهم العسكري.
4. خدمة البحث العلمي في المجال العسكري.
5. المساهمة في خدمة المجتمع عن طريق المشاركة في دراسة قضاياه ومشكلاته والإسهام في حلها.

## نظام الدراسة بالكلية
مدة الدراسة بالكلية ثلاث سنوات موزعة على ستة فصول دراسية يستغرق كل فصل منها من 15الى 16 أسبوعاً ويبلغ عدد الساعات الدراسية (132) ساعة معتمده بحيث تتيح للمتخرج استكمال دراسته الجامعية بعد حصوله على درجة البكالوريوس في العلوم العسكرية، ويعين المتخرج في الكلية برتبة ملازم . أما مدة الدراسة للضباط الجامعيين فهي سنه دراسية واحده ذات منهج عسكري مكثف تشتمل على (23) مادة عسكرية يمنح المتخرج بعدها شهادة إتمام دورة تأهيل الضباط الجامعيين.

## وصلات خارجية
- موقع كلية الملك خالد العسكرية